# ユニオリズム・カルテット
『ユニオリズム・カルテット』は、CLIP☆CRAFT（くりっぷ☆くらふと）から2014年12月26日に発売された18禁少女騎士学園恋愛ADVである。
2016年10月28日には本作から新しくヒロインを追加・本作ではサブヒロインだったキャラの一部をメインヒロインに昇格し、後日談及びアナザーストーリーを描いた続編『ユニオリズム・カルテットA3-DAYS』が発売された。こちらについても扱う。

## ストーリー
中世に生まれた儀式決闘（フェーデ）がいつしか人々を熱狂させる決闘競技（フェーダ）へと変わり、その競技者を騎士と呼ぶようになった世界。
ログレス島にある世界有数の決闘強国、アルビオン王国の王立騎士養成学園に通う騎士訓練生のアキトは、転校してきた王女ユリナと出会い、彼女の騎士団に参加。美少女揃いの仲間たちと共に大決闘祭で優勝を目指すことになる。厳しい訓練生活や戦いの中、ユリナをはじめとする仲間たちと絆が育まれる。

## 登場人物

### 主人公
近衛アキト
騎士養成学園に通う日本人で、騎士を目指す少年。
幼少の頃から祖母に鍛えられているが、剣の才能はまだ開花していない。
気さくな性格で、誰とでも打ち解けやすい。反面、曲がったことが嫌いで正義感が強く友人や仲間を侮辱する者は許さない。幼少期にユリナと出会い、一時期共に過ごしていたが、当時の記憶を覚えてはいなかった。ユリナのルートでは終盤にそのことを思い出し、ラスボスを打倒するきっかけとなる。

### ヒロイン
ユリナ（ユリフィーナ・ソル・エレアノルト）
声：橘まお
アルビオン国王位継承権第47位の令嬢。
淑やかな物腰と優しい微笑を湛え、気品を兼ね備えている。また、剣才の無さを戦略で補う知性を併せ持つ。
普段は落ち着いた雰囲気だが、身内だけになると気取らず、年下のアキトをからかったりする。反面、責任感が強く、何かあると自分のせいではないかと思い詰めてしまう一面もある。子供の頃に主人公と出会い、それ以来ずっと淡い恋心を抱いている。アキトと交わした“約束”を今なお大切にしている。
レミリア（レミリエーラ・レティアハート）
声：白月かなめ
名門貴族・レティアハート家の令嬢。
“民の規範たれ”という貴族主義家訓を胸に育ったため、自信家で気が強い性格となる。しかし、自身の間違いを認める素直さを持ち合わせていて、傲慢ではない。子供の頃からユリナとは面識があり、立場は異なるが好敵手と見ている。ただし、一人相撲の感はある。名誉ある貴族の称号“七薔薇章（セブンローズ）”を得るために今回優勝を目指す。
実は言葉や考えなど、必ず何か一つ“抜けている”ことがある。騎士として実力はあり、当初はアキトを見下していたが、彼との戦いを通じて好意を抱く。
刀條 天音（とうじょう あまね）
声：小日向律
ユリナの従者として礼節を重んじる侍娘。
忠実でクール、真面目で堅物と“侍”を表したような性格。
日本に古くから伝わる古流剣術の正統後継者で、その実力は学園でも上位に入る。
実は可愛いもの好きで、こっそりと気に入ったのを集めている。ただし、周囲にはそのことを隠していたが、物語序盤でユリナ達にバレてしまう。ユリナが信頼を置くアキトに初めは警戒心を抱くいていたが、着実に実力をつけていく内に信頼を寄せるようになる。過去に姉であるみなもの利き腕を使えなくしてしまったことがあり、それがトラウマとなり、本来の実力を出しきれないが、天音ルートでは終盤でアキトや十兵衛の協力でトラウマを乗り越え、克服する。
ミリィ（ミルフィーナ・ソル・エレアノルト）
声：藤咲ウサ
ユリナの妹で、大好きな姉の役に立ちたくてユニオンに参加した。
人を疑うことを知らず純粋で素直。努力家で芯が強く、決めたことを貫き通す意志の強さがある。エレアノルト家に伝わる剣術を学んでおり、舞うように闘う姿から“妖精”と呼ばれている。
論理的な姉と違い占いが趣味で、タロット占いが得意。初めはアキトのことを怖がっていたが、心を開いてからは「お兄様」と慕うようになる。
物語序盤では決闘で本来の力を出し切れないことが原因で騎士団のメンバーから外されてしまうも、アキトとの特訓で克服し、以降は心身共に成長する。また、友人であるユノとは彼女の素性を知った後も決闘を通して真の友情を築けるようになった。

### サブヒロイン
シルヴェリア（シルヴェリア・レオディール）
声：成瀬未亜
代々有名な騎士を輩出してきた家柄に生まれ育った少女。
誰にでも分け隔てなく接するため、周囲から“お姉様”と敬われている。
大決闘祭で優勝を目指すアキトたちの、最大の敵となって立ちはだかる。
クールで物静かな雰囲気のため敬遠されてしまい、友達と呼べるほど親しい者がいないことを悩んでいる。自身は普通の女の子だと思っているが、少し世間とズレているところがある。それ故に自身を普通の女の子として接してくれるアキトに好感を抱いており、徐々に好意を抱くようになる。
続編の『A3-DAYS』にて、攻略可能なメインヒロインの1人に昇格する。
マリエル（マリエル・エステリード）
声：香澄りょう
ユリナに幼い頃から仕えているメイド。
いつも朗らかで笑顔を絶やさず、周囲に癒しをもたらしみんなを見守ってくれるお姉さん的存在。家事を完璧にこなす一方で、かつて騎士として名を馳せた実力者。大の日本文化好きだが、日本語の言い回しをよく間違える。
ユリナからアキトのことを聞いており会う前から興味津々で、お世話をするようになってからも何かと気にかける。
柳生 十兵衛（やぎゅうじゅうべえ）
声：手塚りょうこ
日本の古豪流派・柳生家の子女。
柳生家最強の称号“十兵衛”を襲名し、若くして剣豪と呼ばれる強さを持つ。性格は大雑把で豪快。義理人情に厚く酒癖が悪い姉御肌。
学園においてもシルヴェリアに匹敵する最強の一角として名高く、非常に好戦的。
本名は柳生かなえだが、自分の本名をなかなか明かそうとしない。
ユノ（ユノ・スノーシュタイン）
声：秋野花
学園で度々見かける無口で無表情な女の子。
どこで生まれ育ったのか、その経歴の一切が謎。ひとりでいることが多いが、ミリィとは知り合いのようで、一緒にいるところを目撃されている。動物好きで、道端で見かけると必ず寄っていって、そして懐かれる。
その正体は円卓の騎士を裁定する役目を持ったアンドロイドであり、シルヴェリアの裁定者として活動しながらシルヴェリアの屋敷で暮らしている。自身のルートではミリィやアキトとの交流を経て徐々に感情を知り、成長していく。
セレーネ（セレーネ・フィエルデス・三峰〈みつみね〉）
声：ひうらまさこ → 海原エレナ（A3-DAYS）
レミリアが子供の頃から陰ながら支えている専属メイド。
情感豊かなレミリアとは対照的に、冷静で物腰も柔らかい常識人。ただしレミリアに対してだけは、長い付き合いで培われた的確なツッコミを入れてくる。
何かを育てることに関心が高く、今はレミリアの成長を記録することが日々の楽しみ。実は日本優数の名家である三峰家の生まれだが、両親が駆け落ちしたことで幼少期は過酷な生活を送っていた所をレティアハート家に救われたことでレティアハート家に仕えることになった。
刀條みなも
声：楠鈴音
天音の少し年の離れた実姉。
いつも目を閉じた穏やかな笑みを浮かべている一方、妹のこととなると周囲が見えなくなってしまう。学園に来たのも、妹が決闘の大会に参加していると聞いたことがきっかけである。
天音とは古流剣術である刀條流の正統後継者の座を競っていた。また、かつてはマリエルや幼いシルヴェリアと同じ学園に通っていたこともある。
過去に天音と正統後継者を決める戦いで利き腕が使えなくなってしまい、それが原因で天音が本気をだすことが出来なくなったことを心配してアルビオン王国にやって来た。
アーシェ（アーシェリアス・ペンドラゴン）
声：かわしまりの
アルビオン国“直系王族”である五王族の姫で、王国の正騎士の集団である円卓の騎士の一角“モルドレッド”の筆頭。
ユリナの従姉にあたり、彼女に卓越した才能があることを知って以前から高く評価している。
直系王族としての才能と実力を兼ね備え、常に自信に溢れていて、特に決闘においては他を寄せ付けない天才ぶりを発揮する。反面、性格は傲慢且つ尊大で、自身の決定を曲げようとしない。
ユノ（もう1人のユノ）
声：秋野花
アーシェの側近。
ユノと同じ顔をしており使用する武器も同じだが、戦闘の技量や性格が異なる。その正体はユノと同じ裁定者であるアンドロイド。

### A3-DAYSから登場するヒロイン
ティア（ティアナ・ハーフェル・ネーデルラント）
声：くすはらゆい
古豪貴族・ネーデルラント家の令嬢にして、セルフィの生き別れの妹。白い髪や、静かに物憂げな表情、学園ではなかなか姿を見せないため、謎の美少女と呼ばれている。ネーデルラント家が代々所有して来た魔剣「バルムンク」の使い手として呪いを一身に受けており、他者を呪いに巻き込まないためにあえて不機嫌な態度をとっているが、本来は非常にまじめで優しく他人想いである。ストーリーが進むに連れ、少しずつ自分を気に掛けてくれるアキトやセルフィに心を開くようになる。
セルフィ（セルフィーネ・フローライト）
声：一色ヒカル
フローライト家の少女で、伝家の聖剣「ガラティーン」の使い手である。実はフローライト家の養子であり、本名は「セルフィーネ・セルニティ」である。円卓の騎士になることを常に心掛けているが、本当の目的は円卓の騎士になることではなく生き別れの妹を見つけることである。
円卓の騎士（ナイト・オブ・ガウェイン）に選ばれたが、未だ円卓騎士章の力を引き出せていない。年齢はアキトよりも少し上。礼節と厳しさ、凛とした騎士を形にしたような性格。
普段は大人っぽく振る舞っているが、実際には頑固で負けず嫌いと子供っぽい部分もある。アーシェと幼なじみで、互いに認め合う友人同士。
アズサ（アズサ・リスクロス）
声：七ヶ瀬輪
エレアノルトからユリナの屋敷に派遣されてきた衛士。
マリエルの同期で、後輩衛士を育てる衛士長をやっている。
衛士は騎士とは違い、護衛だけでなく秘書や執事・メイドなどもこなすよう教育されている。
物静かで優しい。
年齢よりも年上に見える落ち着きと優しい微笑みは、マリエルとは違うしっとりとした空気を漂わせている。
ステラ（ステラ・マリスディア）
声：奏雨
元円卓の騎士で、騎士養成学園の学園長。艶っぽさ漂う30代未婚女性。
槍の使い手で、かつてユリナの母と引き分けたことがあるというほどの実力者である一方、学生時代のマリエルやみなもの武勇を知っている。
シルヴェリアの叔母でもあり、学園に来たばかりの彼女が勝てなかった存在。
人生はドラマチックにあるほうが面白いと思っている快楽主義者。
ミユキ（ミユキ・レインディア）
声：春河あかり
アズサと共にエレアノルトから派遣されてきた衛士見習い。
柔らかい物腰とにこやかな笑顔が特徴であり、社交的な性格をしている。また、情に流されやすいユーリを窘めることが多く、妹扱いしている。
少女のような華奢な身体つきに悩んでいる。
屋敷にセルフィが住むようになってからは、研修として従者になることに。
ユーリ（ユーリ・ロトライヴ）
声：彩瀬ゆり
アズサと共にエレアノルトから派遣されてきた衛士見習い。
口数が少なく、男性的な衛士服を着用しているが、体つきは女性らしい。
大人びて冷静に見えるわりに想定外のことに弱い。
ミユキとは幼なじみで、少しだけ年上のミユキを姉のように慕っている。屋敷にティアが住むようになってからは、研修として従者になった。

## 用語
決闘(フェーダ)
騎士達が行う剣術による試合。元は命懸けで行う儀式決闘(フェーデ)を決闘競技として行うようになったことが発祥であり、近代科学の進歩により、限りなく安全に決闘が行えるようになった。
騎士
決闘を行う者達の通称。世界中の者達が憧れる職業であり、正規の騎士になれる者はほんの一握りだけとされている。

## 制作
ディレクターのジュウシロウによると、ミリィのコンセプトは「妹キャラ・か弱い・可憐・お姫・芯は強い・お兄様っ♪てなつく・頑張り屋……」であり、すぐに藤咲ウサに決まったといい、スタッフの想像通りだったという。藤咲は自身のブログ記事の中で、自分も人見知りだから台本を読んでいてミリィの気持ちがすごくわかったと話しており、彼女のかわいらしさを表現しつつも人見知りであることを多く表現しようと思って収録に臨んだと振り返っている。

### 制作（A3-DAYS）
藤咲は『A3-DAYS』でミリィを演じた際にキャラクターの成長をかんじられてうれしかったと述べており、ジュウシロウらスタッフもうれしかったという。

## スタッフ
- キャラクターデザイン・原画 - 天坂隆志、和真、兼臼たと（SD原画）
- シナリオ - 新ヰユキヒロ、sh＠i
- 音楽 - 清水淳一、TGZ SOUNDs、MUNYOT SOUNDS、Team-OZ
- ディレクター - ジュウシロウ
- BGM - 清水淳一（CocoronoBeatStudio）、TGZ SOUNDs、MUNYOT SOUNDS、Team-OZ

## 主題歌
『A3-DAYS』の初回限定盤に付属されているサウンドトラックには以下の全4曲のフルバージョンが収録されている。

### ユニオリズム・カルテット
オープニングテーマ「will together」
歌手 - Ryusei.M / 作編曲 - Platto
エンディングテーマ「二人の軌跡」
歌手 - Ryusei.M / 作編曲 - Platto

### ユニオリズム・カルテットA3-DAYS
オープニングテーマ「ユニソフィア ウィッシュ」
歌手 - 中恵光城 / 作編曲 - 佐久間きらら
エンディングテーマ「二人のメロディ」
歌手 - Ryusei.M / 作編曲 - ほたろと

## ラジオ
「CLIP☆CRAFTラジオ」
通称「クリらじ」。毎月Ci-enにて配信されていたが、第15回からはYoutubeで無料配信されている。毎会、本編に出演しているキャストがゲストとしてランダムで出演している。
パーソナリティは橘まおとくすはらゆい。